# Dea Loher
Dea Loher   (Traunstein, 20 d'abril de 1964) és una escriptora i dramaturga alemanya.
Va estudiar filologia alemanya i filosofia a la Universitat de Múnic. Va viure un temps a Brasil i posteriorment va estudiar escriptura escènica amb professors com Heiner Müller o Yaak Karsunke. Les seves obres tenen un caire tragicòmic i mesclen elements realistes amb recursos formals trencadors, que busquen la transgressió de la posada en escena. Les seves obres han estat traduïdes i representades en una trentena de països a Europa i Llatinoamèrica. A la seva producció artística cal sumar-li una intensa activitat dirigint cursos i fent conferències a nivell internacional.
Ha guanyat diversos premis, entre ells el Royal Court Theatre Playwrights Award, el Premi Bertolt Brecht o el Mülheimer Dramatikerpreis. Des del 2013 és membre de l'Acadèmia Alemanya de Llengua i Poesia.

## Obres destacades
- Tätowierung (‘Tatuatge’, 1996)[1]
- Manhattan Medea (1999)
- Klaras Verhältnisse (‘Les relacions de Clara’, 2000)
- Unschuld (‘Innocència’, 2003)
- Das Leben auf der Praça Roosevelt (‘La vida a la Plaça Roosevelt’, 2004)
- Diebe (Lladres, 2010).